# Ma famille t'adore déjà!
Ma famille t'adore déjà! is een Franse film uit 2016, geregisseerd door Jérôme Commandeur en Alan Como.

## Verhaal
Julien is een bescheiden dertiger die apps maakt voor smartphones. Hij is verliefd op de journaliste Éva en doet haar een huwelijksaanzoek. Hierdoor is Éva verplicht hem voor te stellen aan haar familie en samen reizen ze af voor een weekend op het eiland Ré waar haar ouders wonen. Julien wordt op harde wijze geconfronteerd met zijn toekomstige schoonfamilie.

## Rolverdeling
| Acteur            | Personage |
| ----------------- | --------- |
| Arthur Dupont     | Julien    |
| Déborah François  | Éva       |
| Thierry Lhermitte | Jean      |
| Marie-Anne Chazel | Marie-Lau |
| Jérôme Commandeur | Jean-Seb  |
| Valérie Karsenti  | Corinne   |
| Sabine Azéma      | Dahlia    |
| Eric Berger       | Lambert   |